# Telecinco
A Telecinco egy spanyol magántulajdonban lévő televíziós csatorna, amely a Mediaset vállalat által üzemeltetett Mediaset España Comunicación cég tulajdonában van. A tévécsatorna minden korosztály számára sugároz műsorokat. Főhadiszállása Madridban található. Próbaadása 1989. március 10-én indult kísérleti jelleggel, hivatalosan pedig 1990. március 3-án indult el
Ez a második magántulajdonban lévő televíziós társaság Spanyolországban az Antena 3 mögött.

## Külső hivatkozások
- A Telecinco honlapja